# Till the World Ends
"Till the World Ends" é uma canção da artista musical estadunidense Britney Spears, servindo como o segundo single de seu sétimo álbum de estúdio, Femme Fatale (2011). Foi composta por Kesha, Alexander Kronlund, Dr. Luke e Max Martin, e produzida pelos dois últimos juntamente com o Billboard. A primeira explicou que a sua principal inspiração para a escrita da faixa foi imaginar Spears ou qualquer outra cantora em turnê pelo mundo. Em 2 de março de 2011, a capa do single e um trecho da música foram publicados na internet. A versão completa da composição vazou online em 3 de março, e foi lançada oficialmente no dia seguinte.
"Till the World Ends" é uma obra que contém andamento acelerado dos gêneros dance-pop e electropop com batidas electro. A faixa abre com sirenes, e tem elementos do trance e eurodance. O número apresenta letras em que a intérprete canta sobre dançar até fim do mundo. A música teve comparações a sucessos anteriores de artistas como Kesha e Enrique Iglesias. A canção recebeu revisões geralmente positivas da mídia especializada, com os críticos chamando-a de uma faixa dance cativante e elogiando seu hino apocalíptico.
A obra possui diferentes remixes, mais notavelmente The Femme Fatale Remix, que contém as participações de Nicki Minaj e Kesha, e que foi lançado em 25 de abril de 2011. A produção aperfeiçoada adiciona um rap de Minaj no início, novos vocais cantandos por Kesha e uma repartição de dubstep. A edição dançante recebeu revisões positivas da mídia especializada, com a maioria elogiando a diversidade do trio e o verso cantado por Minaj. "Till the World Ends" entrou no repertório dos dez mais vendidos em países como Austrália, França, Irlanda, Nova Zelândia, Suécia e Suíça. O remix que conta com os vocais de Nicki Minaj e Kesha impulsionou o single entre os cinco primeiros na tabela canadense Canadian Hot 100 e na estadunidense Billboard Hot 100. No entanto, a composição teve um desempenho mediano no gráfico britânico UK Singles Chart.
O vídeo acompanhante foi lançado em 6 de abril de 2011 com direção a cargo de Ray Kay e sua coregrafia desenvolvida por Brian Friedman. As cenas retratam Spears em uma festa dançante subterrânea situada em 21 de dezembro de 2012. Os críticos notaram semelhanças com o vídeo "I'm a Slave 4 U" (2001), e, predominantemente, deram opiniões positivas ao roteiro da produção de "Till the World Ends". A versão focada na coreografia foi lançada em 15 de abril. A gravação audiovisual também foi nomeada a duas categorias no MTV Video Music Awards de 2011, tendo ganhado a de Melhor Vídeo Pop. A cantora interpretou a canção nos programas Good Morning America e Jimmy Kimmel Live!, a artista divulgou a obra juntamente com Nicki Minaj nos Billboard Music Awards de 2011. A faixa também faz parte do repertório da Femme Fatale Tour, turnê de divulgação do disco.

## Antecedentes e contexto
"Eu nunca fiquei tão orgulhosa de algo na minha carreira... Isso realmente me solidifica como compositora no cenário pop mundial, que é o que eu me considero primeiramente. Então, é realmente muito emocionante para mim quando ouço [Britney] cantar "Till the World Ends". Tipo, quando escuto minhas próprias músicas no rádio eu abaixo o volume, troco a estação ou qualquer outra coisa. Mas quando ouço essa canção, eu aumento o volume e peço para todo mundo ao meu redor dançar."

"Till the World Ends" foi composta por Kesha, Alexander Kronlund, Dr. Luke e Max Martin, e produzida pelos dois últimos juntamente com o Billboard. Em entrevista à Spin, a primeira anunciou que tinha co-escrito uma música com Luke e Martin para o álbum Femme Fatale. A compositora explicou que a faixa foi inspirada por ela "imaginando [Spears] e qualquer outra cantora em turnê pelo mundo. Quando você sai, e está tendo uma noite mágica e incrível, você não quer ir dormir, você quer que ela dure até o mundo acabar." Em 2 de março de 2011, a capa do single, na qual Spears aparece sentada no encosto de um sofá usando um suéter e saltos, foi publicada no Deezer.com. Sendo seguida por um trecho de 30 segundos da canção, que apareceu na Amazon alemã. "Till the World Ends" vazou na internet em 3 de março, o que levou a artista a postar horas mais tarde em seu Twitter: "Parece que o gato saltou da bolsa..." A cantora estreou o single oficialmente no dia seguinte no programa de rádio de Ryan Seacrest, On Air with Ryan Seacrest e o disponibilizou na iTunes Store algumas horas depois. Após o anúncio, Kesha falou à MTV News declarando que: "Eu me considero uma compositora antes e acima de tudo, por isso é uma honra escrever para um dos maiores ícones da música pop." Durante uma entrevista com Seacrest, Spears descreveu "Till the World Ends" como "divertida": "Eu gosto. Tem uma boa energia. [...] Eu sou uma pessoa de vibrações, e eu acho que amo músicas que me deixam de bom humor, e se ela me deixa de bom humor, para mim está aprovada."

## Composição
"Till the World Ends" é uma canção de andamento acelerado dos gêneros dance-pop e electropop com uma batida electro e elementos de trance e eurodance. A música abre com sirenes e uma linha de baixo "escaldante". Spears fornece vocais confiantes e soprosos, em letras como "Se você quer toda essa coisa boa / Mais louca que os remixes / Querido, deixe-me enlouquecer sua cabeça hoje" No refrão, a faixa fica mais lenta, enquanto a artista canta "Eu não aguento mais / Nunca me senti assim antes / Venha, me pegue na pista / DJ, o que você está esperando?" A melodia continua em um segmento de coral, no verso repetitivo "whoa-oh-oh-oh". A linha foi comparada por Scott Shettler do site AOL a "repetições de palavras rápidas" feitas por Kesha.
Gerrick Kennedy do jornal Los Angeles Times afirmou que gosta do single anterior da artista, "Hold It Against Me": "A principal intenção de Spears com sua nova música de trabalho parece ser manter a pista de dança pulsando com corpos suados". Jason Lipshutz da revista Billboard disse que a faixa lembra antigos sucessos de Taio Cruz, Robyn e Enrique Iglesias. Allison Stewart do The Washington Post sentiu a canção era comparável a "Tonight (I'm Lovin' You)" de Iglesias (2010). Sal Cinquemani da Slant Magazine e um revisor do Popjustice comparou a composição a "Blow" de Kesha (2011). De acordo com a partitura publicada no Musicnotes.com, "Till the World Ends" está escrita no tempo de assinatura comum, com uma batida dance moderada infundida no metrônomo de 132 batimentos por minuto. Composta na tonalidade de Dó menor; os vocais de Spears variam da baixa-tonalidade de Si♭3 a elevada nota de Dó5. Liricamente, a canção é sobre dançar até o fim do mundo.

## Crítica profissional
| Críticas profissionais | Críticas profissionais |
| Avaliações da crítica  | Avaliações da crítica  |
| Fonte                  | Avaliação              |
| ---------------------- | ---------------------- |
| About.com              | [ 21 ]                 |
| Digital Spy            | [ 14 ]                 |
| Rolling Stone          | [ 22 ]                 |

Ryan Brockington do New York Post chamou a faixa de "incrível". Jon Dolan da Rolling Stone deu a canção três estrelas e meia de cinco, declarando: "Você quer uma música de festa, chame um festeiro" e descrevendo-a como "um ritmo que soa como porcarias dirigíveis e milhares de marinheiros bêbados descamisados cantando juntos no refrão." Gerrick Kennedy do jornal Los Angeles Times chamou a música de "cativante" e acrescentou que a era Femme Fatale "já mostra uma Spears inegavelmente mais confiante." Mike Collett-White, da Reuters considerou a faixa como um hino de dança. Robert Copsey da Digital Spy deu ao número cinco de cinco estrelas e disse que a música é inquestionavelmente uma produção de Dr. Luke, mas "de alguma forma Britney é que consegue sair por cima." Copsey continuou a chamá-la de seu número mais edificante desde "Stronger" (2000), e acrescentou que "para fãs de longa data de Britney, esse é o retorno que todos nós estavamos esperando."
Bill Lamb do About.com pontuou a canção com quatro estrelas e comentou que ela "seria um som contínuo nas rádios e traria multidões para as pistas de dança". Jed Gottlieb do jornal Boston Herald deu a música um B+, apontando que os fãs de música pop sempre buscavam por ganchos fortes, refrões "pegajosos" e uma ponte que decompõe-e-recompõe, declarando em seguida que a obra possui os três aspectos. Edna Gundersen do USA Today chamou o número de "um pedaço elegante e incrivelmente cativante", e disse que, embora a música seja uma produção inconfundível de Dr. Luke, Spears "mantém confiantemente seus próprios vocais felinos." Allison Stewart do The Washington Post declarou que a canção "é a faixa mais alegremente dançante de Spears em muito tempo." Andy Gill do The Independent selecionou a canção junto com "Criminal", como os picos de download de Femme Fatale. Evan Sawdey do PopMatters, disse que "Till the World Ends" define o ritmo do disco. Keith Caulfield da Billboard declarou que a faixa tem uma "cobertura agitada em seu coral", mas criticou as letras, dizendo que não eram inovadoras. Sal Cinquemani da Slant Magazine comparou "Till the World Ends" a "Blow" de Kesha, dizendo que está indeciso em qual das faixas ele mais gosta. Um revisor da Popjustice também comparou a composição a "Blow", mas disse que "Till the World Ends" não era tão boa.

## Remixes
Um remix de Bolywood da faixa foi feito pelos produtores musicais indianos Salim e Sulaiman Merchant, e lançado no portal DesiHits.com. A edição também inclui influências de Desi através de batidas de instrumentos comuns na música da Índia como dholki, dhol e tumbi. Baba Kahn do equipe de produção Culture Shock declarou: "Nosso objetivo era levar o single de Britney e dar aos fãs uma adrenalina completamente Desi. O resultado é uma montanha-russa de Desi em que todo o mundo quer participar." Por sua parte, Mark Flaherty, vice-presidente sênior da Jive Label Group disse:
| “ | Queríamos construir uma ligação ainda maior entre a maior estrela pop do mundo e uma das maiores audiências do mundo. Britney tem se envolvido com a cultura sul-asiática há muitos anos. Desde o inovador remix inspirado no estilo Bolywood de 'Me Against the Music' a sua recente colaboração com designers de moda indiana Falguni e Shane Peacock no vídeo musical de 'Hold It Against Me', ela abraçou as incríveis paisagens e os sons desta vibrante comunidade ao longo de sua carreira | ” |

| |  |  |
| The Femme Fatale Remix apresenta os vocais de Kesha (esquerda) e um verso de rap feito por Nicki Minaj (direita). |  |  |

A edição dançante de "Till the World Ends", com a participação de Kesha e da rapper Nicki Minaj, vazou online em 22 de abril de 2011. No mesmo dia, três contagens regressivas com as linhas da canção apareceram nos sites oficiais das três. O intitulado The Femme Fatale Remix foi lançado no iTunes em 25 de abril. No mesmo dia, Spears postou a capa do remix em seu Twitter. A nova versão combina a melodia original de "Till the World Ends" com melodias de baixo mais fortes durante o início, e começa com Minaj interpretando com intensidade seu verso de rap sobre uma inimiga, em linhas como "Disse que eles te reviveram, desculpe, mas alguém mentiu/Eu não estou falando de aves quando digo que essa galinha está frita." Em seguida Spears canta o primeiro verso, após isso, Nicki Minaj diz: "É a Britney, vadia. Eu sou Nicki Minaj e essa é Kesha!", e o refrão seguinte é cantado pela última. Spears prossegue com a música e é acompanhada por Kesha no final do segundo verso e na ponte. O remix também possui uma repartição de dubstep, rememorativo ao interlúdio de "Hold It Against Me".
Tina Hart do MSN britânico declarou que "[Minaj] mantem seu comportamento 'durão'" na música. O website LGBT australiano Samesame.com.au qualificou o verso da rapper como "fantástico", e o de Kesha "um pouco estranho", dizendo que soava como um Lado B do extended play da última, Cannibal. Maura Johnston do jornal The Village Voice destacou a repartição de dubstep e Minaj "na qual parece ser a única energizada na canção, esticando e dobrando sua voz como se fosse um boneco do Homem-Borracha." Kyle Anderson da revista semanal Entertainment Weekly disse que "como a maioria de outros remixes, preferimos a versão original". Anderson também afirmou que a contribuição de Kesha é "geralmente ignorada" e a de Minaj não flui bem com o resto do número.
O remix que conta com os vocais de R. Kelly vazou na internet em 4 de julho de 2011. A versão editada caracteriza Kelly cantando o segundo verso "Chegando na boate/Essa batida me deixou apaixonado/Até eu não dar a mínima/É como se eu estivesse flutuando/É uma festa aqui", e um novo gancho, no qual ele repete a linha "Festejando até o mundo acabar" Seus vocais se juntam aos de Spears durante a decomposição. Um repórter do Idolator disse: "Nós preferimos muito mais ouvir a versão original da Britney do que este remix sem inspiração que trata do fim do mundo."

## Vídeo musical

### Desenvolvimento e lançamento
O vídeo musical de "Till the World Ends" foi dirigido por Ray Kay e filmado dentro de um porão em Los Angeles, Califórnia. Em 17 de março de 2011, Spears postou em seu Twitter: "Primeiro dia de gravação do vídeo de 'Till the World Ends'. Acabei de fazer meu primeiro grande número de dança. Fazendo uma pausa mais que merecida!" Ela também publicou uma foto dela no set de gravação, vestindo meia-calças rasgadas, uma jaqueta cravejada e luvas sem dedos de couro. O making-of teve exibição no especial Britney Spears: I Am the Femme Fatale, que foi ao ar na MTV em 3 de abril. No programa, Spears é vista assistindo a cena, explicando em seguida: "É só para ter certeza se está direito, se o figurino está certo e se os dançarinos estão todos juntos e em harmonia. É uma energia e parece fresca. Possui uma certa uma vibração com isso e faz sentido." Ela também passou a descrever o set como "sujo e bruto [...] Era suado e nojento às vezes". Em um ponto nas filmagens, a cantora mudou de saltos altos para botas Ugg durante as tomadas que não mostram seus pés, declarando que "[Dançar de salto alto] machuca ... mas fica bonito." "Till the World Ends" é o trigésimo terceiro vídeo feito por Spears em sua carreira. A artista disse que ela não sente a necessidade de superiorizar-se, dizendo: "Fiz tantos vídeos que eu estou no ponto onde eu realmente quero me divertir, e eu tenho uma ótima equipe de pessoas comigo. [...] Eu nunca trabalhei com Ray Kay antes. Fiquei muito feliz com o trabalho que fizemos." A coregrafia foi desenvolvida por Brian Friedman. Em 4 de abril de 2011, foi anunciado que duas diferentes versões da produção seriam lançadas, a do diretor e a da coreografia. No mesmo dia, Spears postou em seu Twitter uma prévia de 30 segundos do trabalho, anunciando: "O vídeo de 'Till the World Ends' estréia nesta quarta-feira no serviço VEVO. Mal posso esperar para compartilhá-lo com vocês!" Em 9 de abril, a artista disse na mesma rede social que tinha visto a última parte da versão de dança, e não tinha certeza em qual que ela mais gostava. Ray Kay publicou em seu microblogging em 14 de abril, que a edição original do vídeo era melhor, "mas que também é divertido assistir a da coreografia." A versão do diretor foi lançada em 6 de abril de 2011 e a da dança em 15 de abril.

### Sinopse

Spears em uma cena reminiscente do vídeo musical de "I'm A Slave 4 U" (2001).

O vídeo começa com as palavras "21 de dezembro de 2012" piscando na tela, enquanto Spears aparece pavoneando em uma festa subterrânea vestindo uma jaqueta de couro tacheada e meia-calças. Várias pessoas são vistas correndo para um poço de visita e entrando no sistema de esgoto para chegar ao local. Isto é seguido por uma rotina de dança em que a artista está usando um bodysuit lantejoulado e um pequeno casaco com ombreiras, enquanto acompanhada por dançarinas. Há cenas de prédios em chamas e escombros caindo assim como cenas intercaladas de Spears diante de um fundo iluminado. Quando o segundo verso começa, ela dança provocativamente com seus dançarinos. No último refrão, o sol nasce enquanto água é pulverizada pela pista. O roteiro termina com Spears saindo de um poço de visita vestindo um bodysuit vermelho e sorrindo. A versão da coreografia é semelhante a original, mas tem algumas diferenças. A produção focada na dança fornece imagens mais longas da cantora e seus dançarinos, e grande parte do enredo apocalíptico foi retirado. O fim da reedição também é diferente do original: ao invés de sair do bueiro Spears apenas olha para a câmera, aparentemente ainda escondida na festa.

### Recepção
Kevin O'Donnell da Spin comparou o vídeo de "Till the World Ends" ao de "I'm a Slave 4 U" e acrescentou que possui elementos de produções clássicas da artista, como "dançarinos com pouca roupa, coreografia bem executada, trajes de lantejoulas, excessivos closes de Spears" e "os colocam em um apocalíptico cenário do fim-dos-tempos." Jocelyn Vena da MTV também o comparou com "I'm a Slave 4 U", explicando que "A versão do diretor é um sensual mash-up de Spears fazendo o que ela faz de melhor: apalpando rapazes seminus, dando a câmera um olhar pervertido e sendo atrevida em diversas jaquetas de couro e bodysuits muito justos." Chris Gayomali da revista Time declarou que as cenas "são suadas, às vezes ofuscantes, no entanto inegavelmente agradáveis, adotando muitos dos elementos-chave de Britney ao atingir a maioridade em 'I'm a Slave 4 U'." Matthew Perpetua da Rolling Stone o chamou de "um bom e memorável vídeo." Tanner Stransky da Entertainment Weekly disse que "é exatamente o que você esperaria para esta música, e de Britney neste ponto em sua carreira" e também elogiou a cantora por se livrar das propagandas contidas no vídeo de "Hold It Against Me".
Wesley Case do jornal The Baltimore Sun afirmou que o vídeo "é uma típica festa-inicial de 2011 — corpos suados, futurístico equipamento de DJ, bem-cronometrado sistema de aspersão com defeito — mas capta perfeitamente o humor feroz da faixa." Gina Serpe do E! Online também comparou a produção com "I'm a Slave 4 U", dizendo: "[Não há] nada de errado um pouco de homenagem para vindimar Britney. Além disso, dançarinos suados em túneis subterrâneos pulsando e se contorcendo em sincronia com a música? Parece uma maneira tão boa quanto qualquer outra para sobreviver ao apocalipse." Willa Paskin da New York Magazine, comentou que Spears "se esforça para não cometer os mesmos erros como o inadvertidamente depressivo de 'Hold It Against Me'. Há mais dança — embora ainda seja em grande parte relacionada com o braço — e é muito mais sorridente." O vídeo foi nomeado na premiação canadense MuchMusic Video Awards de 2011, na categoria de  Vídeo Internacional do Ano, mas perdeu para "Judas" de Lady Gaga. Também recebeu duas indicações no MTV Video Music Awards de 2011 nas categorias de Melhor Vídeo Pop e de Melhor Coreografia. A artista disse à MTV News que estava "completamente lisonjeada" pelas nomeações. Ela perdeu na categoria de Melhor Coreografia para "Run the World (Girls)" de Beyoncé, mas ganhou a de Melhor Vídeo Pop. Ao analisar a versão focada na dança Leah Collins, da revista Dose, comentou que o desempenho coreográfico de Spears continuava "anêmico" como na versão original.

## Apresentações ao vivo

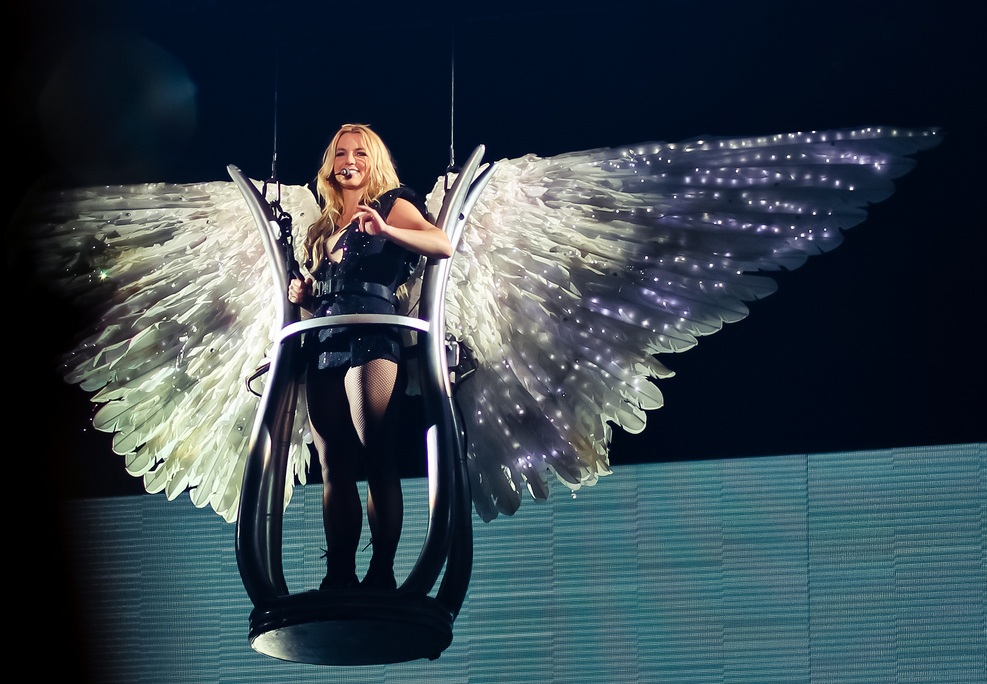
Spears apresentando "Till the World Ends" na Femme Fatale Tour, na Ucrânia.

A intérprete apresentou "Till the World Ends" pela primeira vez na Rain Nightclub, no Palms Casino Resort em 25 de março de 2011. Depois de performances de "Hold It Against Me" e "Big Fat Bass", a artista apareceu vestindo um bodysuit de látex preto coberto por luzes vermelhas e cercada por seus dançarinos de fundo, enquanto o palco continha escadas e iluminação LED. Ela também interpretou "Hold It Against Me", "Big Fat Bass" e "Till the World Ends" no Bill Graham Civic Auditorium em 27 de março, e foi ao ar no programa Good Morning America dois dias depois. No mesmo dia, Spears se apresentou no talk show de Jimmy Kimmel Live!. Em 22 de maio de 2011, ela cantou a música rapidamente na cerimônia Billboard Music Awards de 2011 estabelecida na MGM Grand Garden Arena. Após promover "Super Bass", Minaj começou a cantar o verso de rap de The Femme Fatale Remix. Spears apareceu no palco para o refrão e se apresentou ao lado Minaj e suas dançarinas de fundo enquanto caminhavam para um palco menor.
A faixa foi incluída no repertório da Femme Fatale Tour (2011). No final de "Toxic", ela desce do palco e retorna vestindo um bodysuit preto brilhante para interpretar "Till the World Ends". No meio da performance, Minaj aparece no pano de fundo canta seus versos de rap do remix do número. Ela também se juntou a Spears para executar o verso em cidades selecionadas. Depois a música volta a versão original e a interprete inicial começa a voar em uma plataforma usando grandes asas de anjo. O concerto termina com Spears e seus dançarinos agradecendo o público, enquanto confetes cai no palco. Jason L. Nelson do jornal The Beaver County Times disse que o "bis dos hits 'Toxic' e 'Till the World Ends' manteve a multidão sorridente."

## Faixas e formatos
"Till the World Ends" foi lançada foi lançada através de download digital contendo apenas o single como faixa com uma duração máxima de três minutos e cinquenta e oito segundos. A versão virtual de remixes divulgada pela iTunes Store tem sete edições aperfeiçoada da música. Na Alemanha o CD single veio a versão original e um instrumental da composição. A edição física francesa tem como uma das faixas um remix com participação de Nicki Minaj e Kesha, além de ser lançado em seguida na iTunes Store intitulada como The Femme Fatale Remix. A edição digital de The Femme Fatale Four Pack contém quatro faixas.
| Download digital |                       |         |  |
| N.º              | Título                | Duração |  |
| 1.               | "Till the World Ends" | 3:58    |  |

| Download digital de remixes |                                                             |         |  |
| N.º                         | Título                                                      | Duração |  |
| 1.                          | "Till the World Ends"                                       | 3:58    |  |
| 2.                          | "Till the World Ends" (The Bloody Beetroots Extended Remix) | 4:06    |  |
| 3.                          | "Till the World Ends" (White Sea Extended Club Remix)       | 4:50    |  |
| 4.                          | "Till the World Ends" (Kik Klap Radio Remix)                | 3:41    |  |
| 5.                          | "Till the World Ends" (Alex Suarez Radio Remix)             | 3:56    |  |
| 6.                          | "Till the World Ends" (Friscia and Lamboy Club Remix)       | 9:57    |  |
| 7.                          | "Till the World Ends" (Varsity Team Radio Remix)            | 4:15    |  |
| 8.                          | "Till the World Ends" (Karmatronic Extended Club Remix)     | 6:47    |  |

| CD single da Alemanha |                                      |         |  |
| N.º                   | Título                               | Duração |  |
| 1.                    | "Till the World Ends"                | 3:58    |  |
| 2.                    | "Till the World Ends" (Instrumental) | 3:58    |  |

| CD single da França |                                                                          |         |  |
| N.º                 | Título                                                                   | Duração |  |
| 1.                  | "Till the World Ends"                                                    | 3:58    |  |
| 2.                  | "Till the World Ends" (The Femme Fatale Remix) (com Nicki Minaj e Kesha) | 4:44    |  |

| Download digital de The Femme Fatale Remix |                                                                          |         |  |
| N.º                                        | Título                                                                   | Duração |  |
| 1.                                         | "Till the World Ends" (The Femme Fatale Remix) (com Nicki Minaj e Kesha) | 4:44    |  |

| Download digital de The Femme Fatale Four Pack |                                                                          |         |  |
| N.º                                            | Título                                                                   | Duração |  |
| 1.                                             | "Till the World Ends" (The Femme Fatale Remix) (com Nicki Minaj e Kesha) | 4:44    |  |
| 2.                                             | "Till the World Ends" (Culture Shock Remix)                              | 4:02    |  |
| 3.                                             | "Dance Till the World Ends" (Vídeo)                                      | 3:52    |  |
| 4.                                             | "Till the World Ends" (Culture Shock Remix) (Vídeo)                      | 3:59    |  |

## Créditos
Lista-se abaixo os profissionais envolvidos na elaboração de "Till the World Ends", de acordo com o encarte do álbum Femme Fatale:
| - Britney Spears - vocal principal - Dr. Luke - composição, produção, instrumentos, programação e vocais de apoio - Alexander Kronlund - composição, instrumentos e programação - Max Martin - composição, produção, instrumentos, programação e vocais de apoio - Kesha Sebert - composição - Billboard - produção, instrumentos e programação - Serban Ghenea - mistura - Emily Wright – engenharia e produção vocal - Sam Holland – engenharia e produção vocal | - Aniela Gottwald – assistente de engenharia - John Hanes – engenharia de mixagem - Tim Roberts – assistente de engenharia de mixagem - Stacey Barnett – vocais de apoio - Myah Marie – vocais de apoio - Bonnie McKee – vocais de apoio - Patrizia Rogosch – vocais de apoio - Tom Coyne – masterização |

## Desempenho nas tabelas musicais
"Till the World Ends" vendeu 117 mil cópias após seus três primeiros dias de vendas nos Estados Unidos, estreando no número vinte na Billboard Hot 100 na semana de 9 março de 2011. Tornou-se a quinta maior estreia de Spears a ficar entre os vinte cinco primeiros na tabela. Também debutou no décimo lugar no gráfico Hot Digital Songs, e, no sexagésimo oitavo posto da Radio Songs com 16,8 milhões de pedidos em 145 emissoras radiofônicas. Na edição de 17 de março de 2011, a faixa vendeu 158 mil downloads, atingindo um pico de número cinco na Hot Digital Songs. Na Hot 100, subiu para a nona colocação, tornando-se a décima canção da artista a listar-se entre os de mais vendidos na tabela. A música também saltou para o 47ª ocupação na Radio Songs com 26 milhões de impressões, e teve sua primeira semana na Pop Songs situando-se na 26ª posição. Na semana seguinte, o single saiu dos dez primeiros da Hot 100; retornou três semanas depois, ocupando o valor de oito, em 13 de abril. Após o lançamento do remix com Nicki Minaj e Kesha, a composição obteve o 3° espaço na Hot Digital Songs, com 246 mil conjuntas edições comercializadas digitalmente. A produção aperfeiçoada contabilizou 167 mil exemplares das vendas totais. Também atingiu um pico de número três na Hot 100, tornando-se a oitava música de Spears a ficar entre os cinco mais bem-sucedidos e sua terceira de 2011 depois de "Hold It Against Me" e a edição dançante de "S&M" com Rihanna. Na semana de 10 de julho de 2011, a obra ultrapassou dois milhões de downloads nos Estados Unidos. Em 11 de maio, pulou para o número seis na Radio Songs com uma audiência de 87 milhões, concedendo a Spears a maior audiência semanal de sua carreira na listagem.
O single estreou na Canadian Hot 100 na décima sexta posição, e subiu para o sétimo lugar na semana seguinte. Após o lançamento do remix, "Till the World Ends" atingiu o número quatro. Em 14 de março de 2011, a música debutou na 19ª ocupação na parada australiana ARIA Charts. Alcançou o oitavo posto na edição de 25 de abril, onde permaneceu por duas semanas consecutivas. A faixa situou-se por dezesseis semanas na tabela. Desde então, foi certificada como disco de platina duplo pela Australian Recording Industry Association (ARIA) após vender 140 mil unidades. Na Nova Zelândia, a canção estreou no 10º lugar em 14 de março. Em 10 de março, a faixa debutou no sétimo emprego na tabela irlandesa Irish Recorded Music Association. No Reino Unido, a obra ocupou a quinquagésima quinta colocação em sua primeira semana, e moveu-se para o número 21 na semana seguinte. Em toda a Europa, a canção atingiu o pico de número dois na Noruega; quatro na Suécia; seis na região belga Valônia e Finlândia; sete na Dinamarca e Suíça e oito na França e Eslováquia. Situando-se entre os vinte mais bem-sucedidos em países como Brasil, Bélgica (Flandres), República Checa, Grécia e Espanha.
| Tabela musical (2011)                                  | Melhor posição |
| ------------------------------------------------------ | -------------- |
| Alemanha - Media Control AG                            | 27             |
| Austrália - ARIA Charts                                | 8              |
| Áustria - Ö3 Austria Top 75                            | 43             |
| Bélgica (Flandres) - Ultratop 50                       | 12             |
| Bélgica (Valônia) - Ultratop 40                        | 6              |
| Brasil - Billboard Brasil Hot 100                      | 19             |
| Brasil - Billboard Brasil Hot Pop Songs                | 3              |
| Canadá - Canadian Hot 100                              | 4              |
| Coreia do Sul - Gaon International Chart               | 2              |
| Dinamarca - Tracklisten                                | 7              |
| Escócia - The Official Charts Company                  | 17             |
| Eslováquia - IFPI Slovenská Republika                  | 8              |
| Espanha - Productores de Musica de España              | 11             |
| Estados Unidos - Billboard Hot 100                     | 3              |
| Estados Unidos - Hot Dance Club Songs                  | 1              |
| Estados Unidos - Pop Songs                             | 4              |
| Finlândia - IFPI Finlândia                             | 6              |
| França - Syndicat National de l'Édition Phonographique | 8              |
| Grécia - IFPI Greece                                   | 13             |
| Irlanda - Irish Recorded Music Association             | 7              |
| Itália - Federazione Industria Musicale Italiana       | 30             |
| Noruega - VG-lista                                     | 2              |
| Nova Zelândia - RIANZ                                  | 10             |
| Países Baixos - Mega Single Top 100                    | 29             |
| Polónia - Związek Producentów Audio Video              | 1              |
| Reino Unido - UK Singles Chart                         | 21             |
| Chéquia - IFPI Česká Republika                         | 19             |
| Suécia - Sverigetopplistan                             | 4              |
| Suíça - Schweizer Hitparade                            | 7              |

| País                       | Certificação |
| -------------------------- | ------------ |
| Austrália (ARIA)           | 2× Platina   |
| Bélgica (Flandres) (BEA)   | Ouro         |
| Dinamarca (IFPI Dinamarca) | Ouro         |
| Estados Unidos (RIAA)      | 4× Platina   |
| Itália (FIMI)              | Ouro         |
| México (AMPROFON)          | Ouro         |
| Nova Zelândia (RIANZ)      | Ouro         |
| Suécia (GLF)               | 3× Platina   |
| Suíça (IFPI Schweiz)       | Ouro         |
| Reino Unido (BPI)          | Prata        |

| Tabela musical (2011)                                  | Posição |
| ------------------------------------------------------ | ------- |
| Austrália - ARIA Charts                                | 71      |
| Bélgica (Flandres) - Ultratop 50                       | 45      |
| Bélgica (Valônia) - Ultratop 40                        | 21      |
| Canadá - Canadian Hot 100                              | 26      |
| Dinamarca - Tracklisten                                | 50      |
| Espanha - Productores de Musica de España              | 37      |
| Estados Unidos - Billboard Hot 100                     | 27      |
| Estados Unidos - Hot Dance Club Songs                  | 17      |
| Estados Unidos - Pop Songs                             | 16      |
| França - Syndicat National de l'Édition Phonographique | 46      |
| Reino Unido - UK Singles Chart                         | 143     |
| Suécia - Sverigetopplistan                             | 51      |

## Histórico de lançamento
"Till the World Ends" foi lançada nas rádios estadunidense em março de 2011. O single também foi distribuído digitalmente nas lojas europeias e brasileiras. Em seguida, o número foi editado fisicamente e posto a venda nos mercados alemães.
| País           | Data                | Formato                                    | Gravadora    |
| -------------- | ------------------- | ------------------------------------------ | ------------ |
| Estados Unidos | 4 de março de 2011  | Estreia na rádio, download digital         | Jive Records |
| Reino Unido    | 4 de março de 2011  | Download digital                           | Jive Records |
| Portugal       | 4 de março de 2011  | Download digital                           | Jive Records |
| Estados Unidos | 7 de março de 2011  | Rádio mainstream                           | Jive Records |
| Alemanha       | 11 de março de 2011 | Download digital                           | Jive Records |
| Alemanha       | 15 de abril de 2011 | CD single                                  | Jive Records |
| Estados Unidos | 15 de abril de 2011 | Download digital de remixes                | Jive Records |
| Portugal       | 15 de abril de 2011 | Download digital de remixes                | Jive Records |
| Brasil         | 18 de abril de 2011 | Download digital de remixes                | Jive Records |
| Estados Unidos | 22 de abril de 2011 | Download digital de The Femme Fatale Remix | Jive Records |
| Portugal       | 22 de abril de 2011 | Download digital de The Femme Fatale Remix | Jive Records |